# Sigfox
Sigfox (eigene Schreibweise SIGFOX) ist ein französisches Telekommunikationsunternehmen, das ein eigenes, globales Funknetzwerk aufbaut, um Objekte mit geringem Energiebedarf drahtlos mit dem Internet zu verbinden. Dazu gehören beispielsweise Stromzähler, Smartwatches, Heizungen und Waschmaschinen, aber auch Anwendungen im Bereich Landwirtschaft, Medizintechnik und Fertigungsindustrie. Die Geräte senden in festgelegten Intervallen kleine Datenmengen bzw. Nachrichten an eine Basisstation, die diese dann in eine Datenbank des jeweiligen Empfängers weitergibt. Die Technologie bietet damit eine Basis für das Internet der Dinge (IoT).
Das Sigfox-Funkmodul für ein Endgerät soll bei der Abnahme von mindestens 50.000 Modulen einen US-Dollar kosten, die Verbindung des Gerätes ins Sigfox-Netz einen weiteren US-Dollar pro Jahr.

## Das Unternehmen

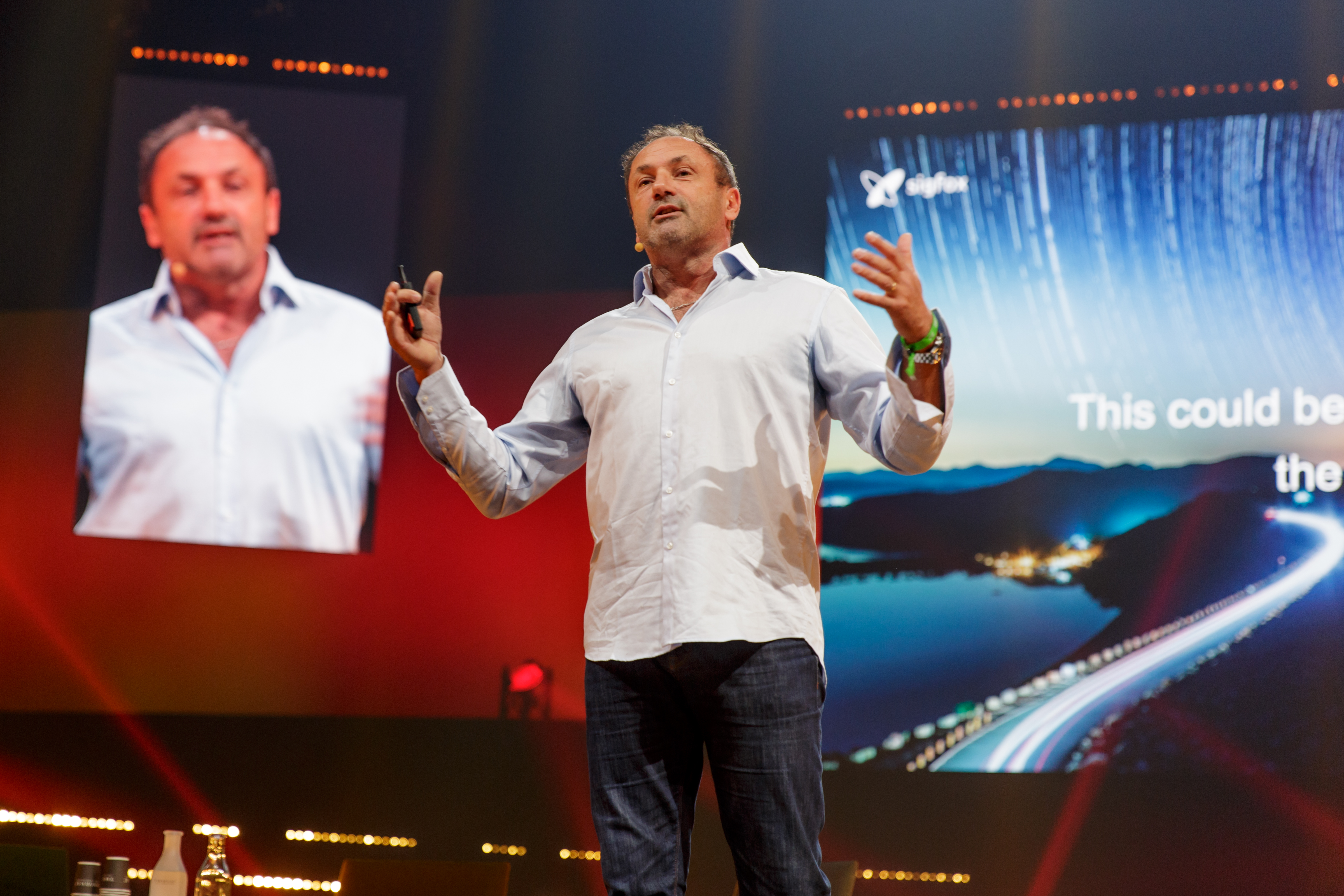
Ludovic Le Moan, CEO von Sigfox

Sigfox wurde 2010 von Ludovic Le Moan (CEO) und Christophe Fourtet (CTO) gegründet und beschreibt sich selbst als das erste und einzige Unternehmen, das globale Funk-Konnektivität für das Internet der Dinge (IoT) anbietet. Die verwendete Infrastruktur ist völlig unabhängig von bereits bestehenden Netzwerken, zum Beispiel Mobilfunknetzen. In Deutschland, Frankreich, Spanien und den Vereinigten Staaten von Amerika agiert Sigfox als selbstständiger Netzwerkbetreiber. In anderen Staaten arbeitet das Unternehmen mit Partnern zusammen. Aktuell werden insgesamt 29 Länder (teil)abgedeckt. Ziel von Sigfox ist es, über das eigene Netzwerk eine weltweite, einheitliche Netzstruktur aufzubauen, in deren Mittelpunkt das vernetzte Objekt und dessen Daten stehen.
Im Januar 2022 begann Sigfox ein Insolvenzverfahren aufgrund von Überschuldung. Am 21. April 2022 wurde bekannt, dass die Firma UnaBiz Sigfox übernimmt und den Betrieb fortführt.

## Standorte
Sigfox hat seinen Hauptsitz in Paris, die Technikzentrale ist in Labège, einem Vorort von Toulouse im Südwesten Frankreichs. Sigfox beschäftigt dort mehr als 420 Mitarbeiter (11/2018). Das Unternehmen hat Niederlassungen in Grasbrunn bei München, Madrid, San Francisco und Paris. Im Jahr 2015 gab Sigfox bekannt, dass als Teil der Partnerschaft mit Samsung ein gemeinsames Forschungs- und Entwicklungszentrum in Paris eröffnet werden wird.

## Finanzierung
In einem Bericht von 2015 identifizierte die französische Regierung den IoT-Sektor als den wichtigsten Bereich für Startups des Landes und dass „Sigfox einer der größten Namen des Landes in diesem Bereich ist“. Eine Finanzierungsrunde im Februar 2015 wurde als die „größte französische Finanzierungsrunde aller Zeiten“ bezeichnet. Im November 2016 schloss Sigfox eine weitere Finanzierungsrunde mit rund 150 Millionen Euro ab. Zu den Investoren gehören namhafte Unternehmen wie Air Liquide, Total und Salesforce Ventures. Darüber hinaus erwog Sigfox im Jahr 2021 einen Börsengang, ging jedoch in Konkurs und wurde durch Unabiz gekauft.

## Technologie
Viele der zukünftig im Internet of Things angebundenen Geräte benötigen nur eine geringe Bandbreite, da sie nur kleine Datenmengen übertragen müssen. Die herkömmlichen Mobilfunkstandards sind daher für viele dieser Anwendungen zu komplex, zu teuer und haben eine zu hohe Leistungsaufnahme.
Das Sigfox-Netzwerk und die Technologie des Unternehmens fokussiert sich im Gegensatz dazu auf die Verbindung vieler kostengünstiger, langlebiger Geräte, die eine breite Flächenabdeckung erfordern. Sigfox nutzt dafür ein Ultra-Narrow-Band-Signal mit nur 200 kHz Bandbreite. Das Funksystem wird als Low Power Wide Area Network (LPWAN) bezeichnet. LPWAN nutzt ein Langstrecken-Signal im SRD-Band (868 Megahertz in Europa, 902 Megahertz in den USA), das auch massive Objekte durchdringen kann. Im freien Gelände sind Distanzen von 30 bis 50 km überbrückbar, in Städten zwischen 3 und 10 km. In Deutschland hat die Netzabdeckung von Sigfox im März 2018 rund 60 Prozent erreicht. Langfristiges Ziel ist eine globale Netzabdeckung, wobei die Dichte der benötigten Basisstationen durch die hohe Reichweite entsprechend gering ist. Die Abdeckung Frankreichs soll beispielsweise mit 1.200 Basisstationen möglich sein. Diese Zahl wird auch für Deutschland genannt.
Sigfox-Basisstation können im Gegensatz zu Mobilfunk-Basisstationen bis zu einer Million Objekte verwalten, wobei ein Tausendstel der Energie der Standard-Mobilfunksysteme benötigt wird. Sigfox-Geräte können laut eigener Aussage bis zu 20 Jahre lang mit lediglich zwei AA-Batterien arbeiten, weil sie nur „aktiv werden, wenn sie eine Nachricht senden, und dann direkt wieder in den Ruhezustand zurückkehren“. Geräte im Sigfox-Netz nutzen dazu geringe Datenraten. Sie können maximal zwölf Bytes pro Nachricht und zugleich nicht mehr als 140 Nachrichten pro Gerät und Tag verschicken. Dies bedeutet genug Kapazität, um einfache Nachrichten zu übertragen. Mit zwölf Bytes beispielsweise kann eine Zahl zwischen 1 und 7,9·1028 (79 Quadrilliarden) dargestellt werden, in der wiederum als Steuercodes für Anwendungen wie Tracking oder Geotargeting übertragen werden.

## Partnerunternehmen
Sigfox fertigt die benötigte Hardware nicht selbst. Diese wird durch Silicon Labs, Texas Instruments, Atmel, STMicroelectronics, NXP und ON Semiconductor hergestellt. Die Halbleiter und Module dieser Firmen werden wiederum in einzelne Geräte unterschiedlicher Hersteller verbaut.

## Anwendungsbeispiele
Beispiele:
- Kfz-Diebstahlschutz
- Geotracking von Logistikgütern[22]
- Sensorische Überwachung von Parkplatz-Belegung
- Füllstandsüberwachung, z. B. bei Wassertanks
- Durchflussmessung
- Temperatursensoren, z. B. für die Überwachung von Kühlketten
- Patientenüberwachung
- Bodenfeuchte-Sensor / Bewässerungsautomation
- Überwachung von Brandmeldern
- öffentlich zugängliche Defibrillatoren